# Saint-Féliu-d'Amont
Saint-Féliu-d'Amont (catalansk: Sant Feliu d'Amunt) er en by og kommune i departementet Pyrénées-Orientales i Sydfrankrig.

## Geografi
Saint-Féliu-d'Amont ligger 16 km vest for Perpignan. Nærmeste byer er mod vest Millas (3 km) og mod øst Saint-Féliu-d'Avall (2 km).

## Demografi

### Udvikling i folketal
| 1962                                                              | 1968 | 1975 | 1982 | 1990 | 1999 | 2007 | 2013 | 2017  |
| ----------------------------------------------------------------- | ---- | ---- | ---- | ---- | ---- | ---- | ---- | ----- |
| 488                                                               | 474  | 413  | 502  | 556  | 654  | 727  | 736  | 1.133 |
| Tal fra og med 1962 er uden dobbelttælling (sans doubles comptes) |      |      |      |      |      |      |      |       |